# لاک‌پشت قرمز
لاک‌پشت قرمز (فرانسوی: La Tortue rouge‎ و انگلیسی: The Red Turtle) یک فیلم پویانمایی فرانسوی-ژاپنی در ژانر فانتزی درام و محصول سال ۲۰۱۶ است که توسط مایکل دودوک دی ویت کارگردانی شده است؛ این فیلم تولید مشترک بین وایلد بانچ و استودیو جیبوری است و داستان مردی که تلاش می‌کند برای فرار از یک جزیره متروکه و با یک لاک‌پشت غول پیکر به جنگ بپردازد. این انیمیشن بی دیالوگ است. صدای طبیعت و زندگی و عشق با بیننده گفتگو می‌کند.
این فیلم در جشنواره فیلم کن ۲۰۱۶ در بخش نوعی نگاه اکران شد.

## داستان
انیمیشن روایت‌کننده داستان زندگی مردی است که توسط یک سیل به اعماق اقیانوس رانده می‌شود. پس از سیل، هنگامیکه مرد به هوش میآید خود را در جزیره‌ای دور افتاده می‌بیند که آثاری از حیات بشر در آن دیده نمی‌شود. مرد عزم خود را برای رفتن به خانه جزم می‌کند. او با استفاده از چوب‌های درختان موجود در جزیره یک قایق برای خود درست می‌کند و آن را به دریا می‌اندازد. هنگامی که می‌خواهد حرکت کند هنوز فاصله‌ای با جزیره نگرفته که متوجه می‌شود از قایق صداهایی میآید. و ناگهان پس از چند تق و توق قایق واژگون می‌شود و مرد که خوشبختانه فاصله زیادی با جزیره نگرفته دوباره به جزیره بازمی‌گردد. مرد که از به هم خوردن نقشه‌اش برای رفتن به خانه ناراحت است ناامید نمی‌شود و دوباره به همان سبک یک قایق می‌سازد. ولی مجدداً دقیقاً با اتفاق قبل روبرو می‌شود و به همان صورت قایقش دچار واژگونی می‌شود و به جزیره برمی‌گردد. این اتفاق چند بار می‌افتد تا اینکه مرد یک روز قایق خود را محکم‌تر از قبل می‌سازد و به دریا می‌زند.
سپس در دریا دوباره آن صداها از قایق می‌آیند. مرد سر خود را از قایق به بیرون می‌برد و به درون دریا نگاه می‌کند. او با یک لاک‌پشت قرمز بزرگ روبرو می‌شود که انگار همان جانوری است که هر بار مانع رفتن مرد به خانه می‌شود. لاک‌پشت پس از چند لحظه نگاه کردن به مرد دوباره کار همیشگی اش را انجام می‌دهد و قایق را واژگون می‌کند و مرد کوفته و خسته به ساحل بازمی‌گردد. چند لحظه پس از بازگشت مرد ناگهان آن لاکپشت قرمز هم به ساحل میآید. ولی این بار نه در نقش آن لاک‌پشت خرابکار قلدر… این بار در نقش یک لاک‌پشت ضعیف و خسته و مظلوم. مرد که متوجه حضور لاکپشت در کنارش می‌شود از شدت عصبانیت مظلومیت آن لاکپشت را نمی‌بیند و با یک تکه چوب چند بار محکم به سر آن لاکپشت می‌زند و لاکپشت از حال می‌رود. مرد، پیکر لاکپشت را رها می‌کند و برای استراحت به محل خودش در جزیره می‌رود. هنگام خواب از عذاب وجدان کابوس‌هایی از آن لاکپشت را می‌بیند و خود را برای ضرب و شتم لاکپشت سرزنش می‌کند. ناگهان از خواب برمی‌خیزد و به سمت لاکپشت می‌رود تا شاید هنوز هم امیدی به زندگیش باقی‌مانده باشد. مرد تمام تلاش خود را برای احیای دوباره لاکپشت می‌کند و وقتی می‌بیند که نمی‌تواند، با چشمانی اشکبار در کنار او به خواب فرومی‌رود. هنگامیکه که از خواب بیدار می‌شود می‌بیند که یک اتفاق عجیب افتاده است. لاک لاکپشت به همانگونه مانده ولی خود لاکپشت به شکل یک زن جوان و زیبا درآمده است. مرد پس از تماشای این صحنه سریعاً می‌رود تا برای این زن آب و چیزهای دیگر فراهم کند. ولی وقتی بازمی‌گردد می‌بیند که آن زن از لاک درآمده و به هوش آمده است. مرد و زن شروع می‌کنند به ارتباط با یکدیگر و مرد از کار خود ابراز شرمساری می‌کند ولی زن از کار او ناراحت نیست. آن اتفاق بد در لحظه برخورد باعث ایجاد یک عشق عمیق بین این دو می‌شود. زن و مرد تنها با همدیگر ازدواج می‌کنند و صاحب فرزند می‌شوند. در طی دوران کودکی فرزندشان، یک بار که پسرشان به اعماق دریا می‌افتد لاک‌پشت‌ها آن را نجات می‌دهند و همین باعث ایجاد یک دوستی بین پسر و لاکپشت‌ها می‌شود.
سال‌ها می‌گذرد… پسر آن‌ها بزرگ می‌شود. گویی دیگر مرد یادش رفته که روزی می‌خواست از این جزیره بیرون برود. حال دیگر پسر آن‌ها جوانی نیرومند شده و آن‌ها با هم دیگر یک خانواده و البته یک جزیره سه نفره را تشکیل می‌دهند. روزی از روزها که روال زندگی خانواده مثل هر روز بود ناگهان سونامی سهمگینی در جزیره رخ می‌دهد که همه درختان جزیره را همانند مورچه از جای خود برمی‌کند. پس از سیل مادر و پسر همدیگر را پیدا می‌کنند. ولی خبری از مرد نیست…. پسر جوان همراه با لاکپشت‌ها راهی دریا می‌شوند تا مرد را پیدا کنند. بعد از چند ساعت جستجو بالاخره پسر جوان، پدرش را پیدا می‌کند و به جزیره بازمی‌گرداند. بعد از این ماجرا پسر تصمیم میگرد به دریا بزند و به سفر خیلی خیلی طولانی مشغول شود. شاید بخواهد زادگاه پدرش را پیدا کند. بالاخره پسر با پدر و مادرش خداحافظی می‌کند و به دریا می‌زند و با لاکپشت‌ها راهی یک سفر بی‌انتها می‌شود. مرد و زن تنها می‌مانند. چندین و چند سال می‌گذرد. همجنان شاهد مرور زمان و پیرتر شدن زن و مرد و البته پایدار بودن عشقشان هستیم. روزها می‌گذرند. دیگر مرد یادش رفته که قرار بود از این جزیره برود. همچنان سال‌ها می‌گذرند و زن و مرد پیر می‌شوند و خبری هم از بازگشت پسرشان نیست. تا اینکه روزی که زن و مرد در کنار ساحل پیش یکدیگر خوابیده‌اند ناگهان زن متوجه می‌شود که مرد عکس‌العملی نشان نمی‌دهد. آن مرد که روزی فکر می‌کرد یک روز از این جزیره می‌رود همان‌جا مرد. زن که خود را تنها در جزیره می‌بیند ناگهان دوباره مانند چندین سال پیش به شکل لاک‌پشت قرمز عظیم‌الجثه در میآید. انگار که از همان روزی که مانع رفتن قایق مرد می‌شد هدفش معین بود. لاکپشت که دیگر رسالت خود را به پایان رسانده بود به دریا می‌زند و با چشمانی اشکبار مأموریت خود را به پایان می‌رساند. در طول انیمیشن سه شخصیت فیلم هیچ صحبتی با یکدیگر ندارند و فیلم فقط شامل موسیقی خیره‌کننده است.

## تولیدکنندگان
این فیلم ساخته شده توسط وای نات پروداکشنز و وایلد بانچ در ارتباط با استودیو جیبوری؛ با این توجه که وینسنت ماراوال رئیس وایلد بانچ، او در سال ۲۰۰۸ در ژاپن از استودیوی جیبوری و با هایائو میازاکی ملاقات کرد.

## دربارهٔ انیمیشن لاک‌پشت قرمز
این انیمیشن ماجرایی سوررئال از اسیر شدن یک مرد در جزیره‌ای دور افتاده را روایت می‌کند که نفرت او از طبیعت و دوری از اجتماع، با زندگی ای سرشار از عشق تغییر میابد. بر خلاف اکثر اثرهای ساخته شده در این ژانر، این اثر نگاهی ویژه به طبیعت و دوری از اجتماع داشته و عشق و زندگی در طبیعت را لازمهٔ زندگی خوب می‌داند. به شکلی که در نهایت بیننده از خود می‌پرسد که زندگی خوب چیست و آیا آن مرد خوشبخت بود؟
این انیمیشن هیچ دیالوگی نداشته و این مسئله به سختی در طول انیمیشن به چشم می‌آید. در این انیمیشن طبیعت و عشق و زندگی حرف می‌زنند و بیننده و کاراکترهای داستان، شنونده این اصوات هستند. موسیقی متن این اثر بسیار شگفت‌انگیز است.
در پایان این اثر، پس از آنکه فرزند آن مرد او را ترک کرده تا عشق خود را بیابد سؤالی که بیننده را در فکر فرو می‌برد آن است که آیا این اثر یک رؤیا بود؟ آن مرد که جسدش بدون تدفین رها شده و هیچ اندوخته‌ای ندارد جز لباسی که به تن دارد، آیا یک خیال را پشت سر گذاشته است یا واقعاً عاشق طبیعت و لاک‌پشتی قرمز شده است؟

## پخش
این فیلم در ۲۹ اردیبهشت ۱۳۹۵ در جشنواره فیلم کن ۲۰۱۶ در بخش نوعی نگاه برای رقابت به نمایش درآمد؛ در ۲۴ خرداد ۱۳۹۵ در جشنواره بین‌المللی فیلم انیمیشن انسی به نمایش می‌آید؛ به‌طور منظم در ۹ تیر ۱۳۹۵ در فرانسه پخش می‌شود و در ژاپن هم در ۲۷ شهریور ۱۳۹۵ منتشر می‌شود.

## افتخارات

### پاسخ‌های منتقدان
لاک‌پشت قرمز تحسین منتقدان را دریافت کرد. در بازبینی جمعی وبگاه راتن تومیتوز، این فیلم نمره ۹۳٪ را براساس نقد و بررسی ۸۵ منتقد، با میانگین ۸٫۲/۱۰ کسب کرد. گزارش متاکریتیک براساس نقد و بررسی ۲۷ منتقد، امتیاز ۸۶ از ۱۰۰ کسب کرد. با این رو نشان می‌دهد که «تحسین جهانی» برای خود این فیلم جمع کرده است.

### جوایز
| فهرست جوایز و نامزدها      | فهرست جوایز و نامزدها | فهرست جوایز و نامزدها                          | فهرست جوایز و نامزدها             | فهرست جوایز و نامزدها | فهرست جوایز و نامزدها |
| مراسم                      | تاریخ مراسم           | دسته‌بندی                                       | گیرنده و نامزد                    | نتیجه                 | منبع                  |
| -------------------------- | --------------------- | ---------------------------------------------- | --------------------------------- | --------------------- | --------------------- |
| جایزه اسکار                | ۸ اسفند ۱۳۹۵          | بهترین فیلم انیمیشن                            | مایکل دودوک دی ویت و توشیو سوزوکی | در انتظار             | [ ۱۲ ] [ ۱۳ ]         |
| جایزه آنی                  | ۱۶ بهمن ۱۳۹۵          | بهترین فیلم انیمیشن - مستقل                    | لاک‌پشت قرمز                       | برنده                 | [ ۱۴ ]                |
| جایزه آنی                  | ۱۶ بهمن ۱۳۹۵          | موفقیت عالی، جلوه‌های ویژه در تولید انیمیشن     | Mouloud Oussid                    | نامزدشده              | [ ۱۴ ]                |
| جایزه آنی                  | ۱۶ بهمن ۱۳۹۵          | موفقیت عالی، در کارگردانی تولید ویژگی انیمیشن  | Michaël Dudok de Wit              | نامزدشده              | [ ۱۴ ]                |
| جایزه آنی                  | ۱۶ بهمن ۱۳۹۵          | موفقیت عالی، در تولید موسیقی ویژگی انیمیشن     | Laurent Perez del Mar             | نامزدشده              | [ ۱۴ ]                |
| جایزه آنی                  | ۱۶ بهمن ۱۳۹۵          | موفقیت عالی، در نویسندگی و تولید ویژگی انیمیشن | مایکل دودوک دی ویت و پاسکال فران  | نامزدشده              | [ ۱۴ ]                |
| جشنواره بین‌المللی فیلم کن  | ۱ خرداد ۱۳۹۵          | جایزه ویژه نوعی نگاه                           | مایکل دودوک دی ویت                | برنده                 | [ ۱۵ ]                |
| جشنواره بین‌المللی فیلم کن  | ۱ خرداد ۱۳۹۵          | جایزه نوعی نگاه                                | مایکل دودوک دی ویت                | نامزدشده              | [ ۱۵ ]                |
| جشنواره بین‌المللی فیلم کن  | ۱ خرداد ۱۳۹۵          | دوربین طلائی                                   | مایکل دودوک دی ویت                | نامزدشده              | [ ۱۵ ]                |
| انجمن منتقدان فیلم شیکاگو  | ۲۵ آذر ۱۳۹۵           | بهترین فیلم انیمیشن                            | لاک‌پشت قرمز                       | نامزدشده              | [ ۱۶ ]                |
| جوایز انتخاب منتقدان       | ۲۱ آذر ۱۳۹۵           | بهترین فیلم انیمیشن                            | لاک‌پشت قرمز                       | نامزدشده              | [ ۱۷ ]                |
| نجمن منتقدان فیلم لس آنجلس | ۱۴ آذر ۱۳۹۵           | بهترین فیلم انیمیشن                            | لاک‌پشت قرمز                       | Runner-up             | [ ۱۸ ]                |
| جایزه ماگریت               | ۱۶ بهمن ۱۳۹۵          | بهترین فیلم خارجی در قسمت تولید                | لاک‌پشت قرمز                       | نامزدشده              | [ ۱۹ ]                |
| جایزه ماگریت               | ۱۶ بهمن ۱۳۹۵          | بهترین صدا                                     | Nils Fauth and Peter Soldan       | نامزدشده              | [ ۱۹ ]                |
| جامعه منتقدان فیلم آنلاین  | ۱۴ دی ۱۳۹۵            | بهترین فیلم انیمیشن                            | لاک‌پشت قرمز                       | نامزدشده              | [ ۲۰ ]                |
| منتقدان فیلم سان فرانسیسکو | ۲۱ آذر ۱۳۹۵           | بهترین فیلم انیمیشن                            | لاک‌پشت قرمز                       | برنده                 | [ ۲۱ ] [ ۲۲ ]         |
| جایزه ستلایت               | ۱ اسفند ۱۳۹۵          | بهترین فیلم یا میکس رسانه                      | لاک‌پشت قرمز                       | نامزدشده              | [ ۲۳ ]                |
| انجمن منتقدان تورنتو فیلم  | ۲۱ آذر ۱۳۹۵           | بهترین فیلم انیمیشن                            | لاک‌پشت قرمز                       | Runner-up             | [ ۲۴ ]                |